# Тазетдинов, Идгай Борисович
Идгай Борисович Тазетдинов (13 января 1933, Узбекская ССР — 11 августа 1979, Днепропетровская область) — советский футболист, полузащитник. Мастер спорта СССР (1962). Заслуженный тренер Узбекской ССР (1977).
Начинал играть в детской команде «Медик» Ташкент, затем — в «Труде». В 1953—1955 годах выступал за «Спартак» Ташкент в классе «Б». С 1956 года — в «Пахтакоре». За четыре года в классе «Б» сыграл 108 матчей, забил 21 гол, с 1958 года — капитан команды. В классе «А» в 1960—1963 годах сыграл 94 матча, забил 12 голов. В 1964—1965 годах — играющий тренер в команде «Политотдел», тренер в «Политотделе» до 1969 года. Старший тренер команд «Янгиер» (1971—1972), «Андижанец» (1973), «Янгиарык» (1974). Начальник команды «Янгиер» (1976).
С 1977 года — тренер «Пахтакора». Погиб вместе с командой в авиакатастрофе 11 августа 1979 года над Днепродзержинском. Похоронен на первом городском кладбище.
Участник футбольного турнира Спартакиады народов СССР 1956 года в составе сборной Узбекской ССР. Тренер сборной Узбекской ССР на футбольном турнире Спартакиады народов СССР 1979 года.
Жена — Алла Сергеевна Шулепина-Тазетдинова, работала руководителем творческого производственного объединения «Киноактёр».